# Toto (film)
Pour les articles homonymes, voir Toto.
Pour plus de détails, voir Fiche technique et Distribution.
Toto est un film français réalisé par Jacques Tourneur, sorti en 1933.

## Synopsis
Une petite frappe devient un honnête homme par amour.

## Fiche technique
- Titre français : Toto
- Réalisation : Jacques Tourneur
- Scénario : René Pujol et Henry Koster
- Décors : Jacques Colombier
- Photographie : Raymond Agnel et René Colas
- Son :	William-Robert Sivel
- Musique : Jane Bos[1], Louis Billaut
- Société de production : Pathé Natan
- Société de distribution : Pathé Consortium Cinéma
- Pays d’origine :  France
- Langue originale : français
- Format : noir et blanc — 35 mm — 1,37:1 —  son Mono
- Genre : Comédie
- Durée : 80 minutes
- Date de sortie : 
  - France : 22 septembre 1933 au Moulin Rouge

## Distribution
- Albert Préjean : Toto
- Renée Saint-Cyr : Ginette
- Robert Goupil : Carotte
- Félix Oudart : L'Agent
- Jim Gérald : Bruno
- Gabrielle Fontan : La logeuse
- Mercédès Brare : Concurrente Miss Occasion
- Pierre Juvenet : Le présentateur du concours
- Anthony Gildès : Le président du jury
- Édouard Francomme : Un prisonnier
- Ginette Leclerc : La petite femme